# Legge Le Chapelier

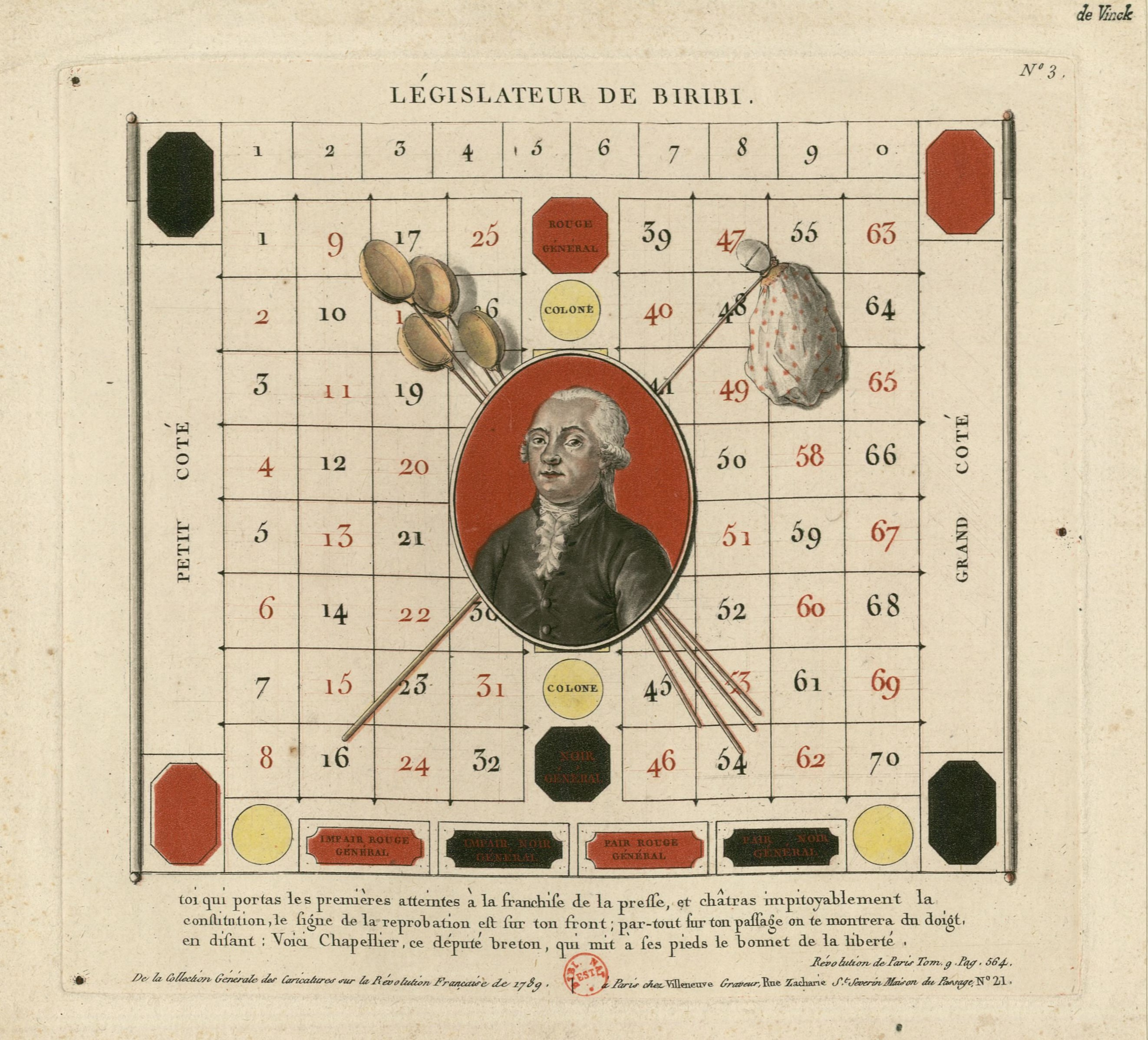
Le Chapelier rappresentato in caricatura come "legislatore del biribissi"

La legge Le Chapelier (in francese: Loi Le Chapelier) fu promulgata dall' Assemblea costituente il 14 giugno 1791 durante la fase iniziale, ancora monarchica, della rivoluzione francese.  Essa abolì le organizzazioni di mestiere, innanzitutto le corporazioni, ma anche le prime forme di sindacato, così come il compagnonnage (gestito da associazioni come i Compagnons du Tour de France) e il diritto di sciopero, di fatto proclamando il principio della libertà d'impresa. La legge fu scritta e promossa da Isaac René Guy le Chapelier, avvocato al parlamento di Bretagna, poi deputato patriota agli Stati generali del 1789. 

## Promulgazione
La legge proibì il regime di esercizio collettivo dei mestieri operai (le corporazioni), compresi tutti i regolamenti sociali particolari, e conseguentemente anche il regime derogatorio delle manifatture privilegiate e in generale di tutti i mercati contadini
Nella sua esposizione introduttiva all'Assemblea nazionale, Le Chapelier descrisse in modo allarmistico il movimento para-sindacale, in cui gli operai riunendosi in assemblee "che si propagano nel Regno", impongono dei contratti simili a quelli che oggi chiameremmo contratti collettivi, costituendo quindi delle società di mutuo soccorso. Egli condanna con forza le municipalità, ad esempio di Parigi, che lasciavano libere queste pratiche. 
Rifiutando i corpi intermedi cari a Montesquieu, e nello spirito della Notte del 4 agosto, nel suo discorso afferma: «Il doit sans doute être permis à tous les citoyens de s'assembler ; mais il ne doit pas être permis aux citoyens de certaines professions de s'assembler pour leurs prétendus intérêts communs; il n'y a plus de corporation dans l'Etat; il n'y a plus que l'intérêt particulier de chaque individu, et l'intérêt général. Il n'est permis à personne d'inspirer aux citoyens un intérêt intermédiaire, de les séparer de la chose publique par un esprit de corporation.» (Deve essere senza dubbio consentito a tutti i cittadini di riunirsi; ma i cittadini di determinate professioni non dovrebbero potersi riunire per i loro cosiddetti interessi comuni; non c'è più una corporazione nello Stato; c'è solo l'interesse particolare di ogni individuo e l'interesse generale. A nessuno è permesso di ispirare nei cittadini un interesse intermedio e separarli dalla cosa pubblica con uno spirito di corporazione).. La legge s'inspirava al Contratto sociale di Jean-Jacques Rousseau, di cui Le Chapelier riprese interi passaggi nella sua esposizione.
In applicazione dei principi della scuola economica fisiocratica, questa legge mirava a garantire la libertà d'impresa, intesa secondo i principi della Dichiarazione dei diritti dell'uomo e del cittadino come mezzo per garantire l'arricchimento della nazione ed il progresso sociale.
La legge Le Chapelier rappresentava la continuazione del decreto d'Allarde (che stabiliva il principio della libertà d'impresa) in forma repressiva: non solo proibiva a dei gruppi organizzati di porsi degli obiettivi in materia di negoziazione salariale o di prezzo, ma proibiva anche alle amministrazioni pubbliche di tenerne conto  e di accogliere le loro petizioni, e nemmeno di trattare con gli autori di tali petizioni (a meno che essi non si pentissero pubblicamente). Il tutto sotto pena di mille lire d'ammenda e di tre mesi di prigione. Gli "assembramenti operai che abbiano come fine di limitare la libertà che la Costituzione accorda al lavoro dell'industria, saranno considerati come assembramenti sediziosi" (art. VIII).

## Abrogazione
La legge Le Chapelier fu abrogata in due tempi: nel 1864 la legge Ollivier abolì il reato di coalizione, e nel 1884 la legge Waldeck-Rousseau legalizzò il sindacato.

## Giudizi
Per il filosofo ed economista Karl Marx, questa legge che proibiva agli operai di associarsi era un vero "colpo di stato borghese".
Per il politico socialista francese Jean Jaurès, la legge Le Chapelier fu un "terribile errore".